# Samuel Liddell MacGregor Mathers

Mathers in jungen Jahren

Samuel Liddell „MacGregor“ Mathers, geboren als Samuel Liddell Mathers (* 8. Januar 1854 in London; † 19. November 1918 in Paris) war ein englischer Okkultist, Freimaurer, Rosenkreuzer und Kabbalist sowie Mitbegründer des Hermetic Order of the Golden Dawn.

## Kindheit und Jugend
Mathers wurde in London in einer armen Familie geboren. Sein Vater, William M. Mathers, starb, als er noch ein Junge war. Seine Mutter, ihr Geburtsname war Collins, starb 1885. Er besuchte die Bedford Grammar School, aber keine Universität. In den jungen Jahren seines Erwachsenenlebens lebte er bei seiner Mutter und verdingte sich als Sekretär.

## Freimaurer, Okkultist und Rosenkreuzer

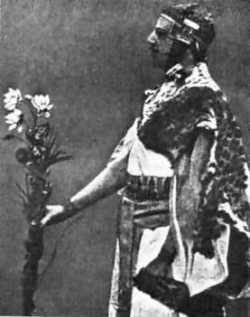
Mathers bei einer Zeremonie im Hermetic Order of the Golden Dawn

Mathers wurde durch seinen Nachbarn, den Alchemisten Frederick Holland, in die Freimaurerei eingeführt und in der Hengist Lodge No 195 am 4. Oktober 1877 initiiert. Am 15. November 1877 wurde er zum Gesellen befördert und am 30. Januar 1878 zum Meister erhoben. Am 27. Dezember 1882 schied er aus der Freimaurerei aus.
1882 wurde er in die Societas Rosicruciana in Anglia aufgenommen, die von William Wynn Westcott geleitet wurde. Nach dem Tod seiner Mutter ging Mathers 1885 nach London und wurde dort Mitglied von Anna Kingsfords Hermetic Society. Kurz darauf begann Mathers zusammen mit Westcott den Hermetic Order of the Golden Dawn aufzubauen, der 1888 offiziell gegründet wurde.
Im Jahre 1890 heiratete MacGregor Mathers die Schwester des französischen Philosophen Henri Bergson, Mina Bergson (Moina Mathers), und wurde Kurator des Horniman Museums, das dem Vater von Annie Horniman gehörte, die ebenfalls Mitglied im Golden Dawn war. Aufgrund seines unberechenbaren Verhaltens verlor er die Anstellung im Jahre 1892. Auf der Suche nach okkulten Handschriften zog er kurz darauf mit seiner Frau nach Paris und gründete dort einen weiteren Golden-Dawn-Tempel.
Mathers fügte den Zusatz „MacGregor“ seinem Namen zu, um seine schottische Abstammung zu unterstreichen. Es gibt jedoch keine Belege dafür, ob ein derartiger familiärer Hintergrund tatsächlich existiert.
Innerhalb des Golden Dawns wurde MacGregor Mathers zusehends absolutistischer. Sein autoritärer und zugleich inkonsistenter Führungsstil wirkte sich, nachdem sich Westcott 1897 aus dem Orden zurückgezogen hatte, noch negativer aus, da es nun niemanden mehr gab, der ihn mäßigen konnte. Mathers’ absoluter Führungsanspruch führte im Jahre 1900 dazu, dass die Mehrheit der Ordensmitglieder öffentlich gegen ihn revoltierte. Mathers, den diese Revolte völlig unerwartet traf, konnte nur einen kleinen Teil des Ordens als Alpha et Omega erhalten. Erneut schwer getroffen wurde Mathers, als sich 1904 auch Aleister Crowley, der ihm bis dahin loyal geblieben war, gegen ihn wendete.
In seinen letzten Jahren leitete er weiter den Alpha-et-Omega-Orden. Die öffentliche Aufführung seiner Isis-Riten wurde von der Pariser okkulten Szene wohlwollend aufgenommen. Nach seinem Tod am 19. November 1918 übernahm seine Ehefrau Moina Mathers zusammen mit William Brodie-Innes und Dr. Edmund Berridge die Leitung des Ordens.

## Okkulte Veröffentlichungen
Neben dem kabbalistischen Grundlagenwerk von Christian Knorr von Rosenroth The Kabbalah Unveiled übersetzte und kommentierte er zahlreiche Werke der salomonischen Zauberliteratur, u. a. The Key of Solomon the King und The Sacred Magic of Abramelin the Mage 1898.